# Lingua dema
La lingua dema è una lingua bantu dell'Africa meridionale, appartenente al sottogruppo delle lingue shona.
Secondo dati del 2000, il dema viene parlato da un piccolo gruppo di circa 5.000 persone stanziate nel Mozambico occidentale (provincia di Tete); i parlanti dovettero abbandonare le loro terre in seguito alla costruzione della diga di Cabora Bassa e alla conseguente formazione dell'omonimo lago artificiale.